# Hipis
Hipis (grec antic: Ἵππυς, Hippys) fou un historiador grec nadiu de Règion que va viure en temps de les guerres mèdiques (segle v aC) i va escriure una obra sobre Sicília (τὰς Σικελικὰς πράξεις) en cinc llibres i un assaig sobre antiga mitologia a Itàlia (Κτίσιν Ἰταλίας). També va escriure una obra intitulada Χρονικά, en cinc llibres, i una obra miscel·lània intitulada Ἀργολικῶν. És esmentat per Claudi Elià i Esteve de Bizanci.